# Calle de la Hontanilla
La calle de la Hontanilla fue una vía pública de la ciudad española de Segovia, ya desaparecida.

## Descripción
La vía, ya desaparecida, seguía la dirección de una cuesta que desde la calle de San Valentín bajaba hasta el arroyo Clamores. Aparece descrita en Las calles de Segovia (1918) de Mariano Sáez y Romero con las siguientes palabras:

Hontanilla.—Es la senda de una cuesta que baja desde la calle de San Valentín, al lado de la Puerta de San Andrés, al arroyo Clamores. Hay en esta pendiente, a la terminación del camino, una fuente mineral que brota de los peñascos, con agua muy apreciada, y denominada La Hontanilla, nombre derivado de fuente. El sitio es fuera de la muralla, por bajo de la casa del Sol, hoy Matadero público. Enfrente había una casa dedicada a molino de chocolate y fábrica de sopas, que es una completa ruina, y en ruinas está un pequeño puente que salvaba el Clamores para salir al camino de la Cuesta de los Hoyos.
(Sáez y Romero, 1918, p. 83)